# Milan Dvořák (fotbalista)
Milan Dvořák (19. listopadu 1934, Praha – 21. července 2022) byl český fotbalista, československý reprezentant a účastník Mistrovství světa ve fotbale 1958 ve Švédsku.

## Fotbalová kariéra
Za československou reprezentaci odehrál 13 zápasů a vstřelil 3 góly, z toho dva právě na švédském šampionátu (jeden do sítě Argentiny, druhý Německa). V lize hrál za Spartak Stalingrad (tehdejší název Bohemians), a to v letech 1952–1954, většinu své kariéry však za Duklu Praha (1954–1970), za niž odehrál 261 ligových utkání a v nich vstřelil 61 gólů. Celkem sehrál 283 ligových utkání. V roce 1956 se stal spolu s ostravským Miroslavem Wieckem nejlepším střelcem 1. ligy. S Duklou získal šestkrát titul mistra republiky (1956, 1961, 1962, 1963, 1964, 1966) a jednou československý pohár (1961). V Poháru mistrů evropských zemí nastoupil ve 23 utkáních a dal 4 góly a v Poháru vítězů pohárů nastoupil ve 3 utkáních. 1. září 1957 vstřelil gól ze 60 metrů, když z voleje trefil výkop brankáře Dolejšího přímo do branky.

## Ligová bilance
| Ročník                                   | Zápasy | Góly | Klub                     |
| ---------------------------------------- | ------ | ---- | ------------------------ |
| Přebor československé republiky 1954     | 19     | 0    | Spartak Praha Stalingrad |
| Přebor československé republiky 1954     | 1      | 0    | ÚDA Praha                |
| Přebor československé republiky 1955     | 15     | 6    | ÚDA Praha                |
| 1. československá fotbalová liga 1956    | 19     | 15   | Dukla Praha              |
| 1. československá fotbalová liga 1957/58 | 28     | 14   | Dukla Praha              |
| 1. československá fotbalová liga 1958/59 | 16     | 4    | Dukla Praha              |
| 1. československá fotbalová liga 1959/60 | 16     | 3    | Dukla Praha              |
| 1. československá fotbalová liga 1960/61 | 19     | 4    | Dukla Praha              |
| 1. československá fotbalová liga 1961/62 | 18-    | 8    | Dukla Praha              |
| 1. československá fotbalová liga 1962/63 | 16     | 0    | Dukla Praha              |
| 1. československá fotbalová liga 1963/64 | 23     | 6    | Dukla Praha              |
| 1. československá fotbalová liga 1964/65 | 15     | 2    | Dukla Praha              |
| 1. československá fotbalová liga 1965/66 | 11     | 0    | Dukla Praha              |
| 1. československá fotbalová liga 1966/67 | 21     | 1    | Dukla Praha              |
| 1. československá fotbalová liga 1967/68 | 9      | 0    | Dukla Praha              |
| 1. československá fotbalová liga 1968/69 | 21     | 0    | Dukla Praha              |
| CELKEM 1. liga                           | 282    | 62   |                          |